# Детский хоровод
«Детский хоровод» — картина немецкого художника Ханса Томы, написанная в 1872 году. Полотно находится в Кунстхалле в Карлсруэ.

## Описание
Ханс Тома сыграл важную роль в формировании художетсвенной коллекции музея в Карлсруэ. Являясь директором с 1899 по 1920, определял
развитие коллекции музея в течение всего этого времени.
Картина написана в стиле реализма, в жанре группового портрета.
На картине изображено восемь детей — семь девочек и один мальчик.
Компания, взявшись за руки танцует хоровод на траве. Некоторые девочки одеты скромно и танцуют босиком. Скудная одежда и босые ноги девочек могут намекать на то, что это обычные крестьянские дети. На картине можно увидеть детей абсолютно разных возрастов.